# 虎林赤
虎林赤（?—?）。元朝大兴县（今属北京）人。
賈昔剌之孙，丑妮子之子。虎林赤通晓诸族语言。中统元年（1260年），将家中名马出助元世祖的军队，从世祖征阿里不哥，在和林击走敌军。至元初年，袭祖父职，担任提点尚食、尚药二局，兼领进纳御膳生料。后官至佥宣徽院事，领尚膳使兼司农。元世祖问他治天下何为本、何为先，他回答：“重农为本。用贤为先。用贤则天下治，重农则百姓足。”卒年四十三岁，进封临汾王。

## 延伸阅读
[在维基数据编辑]
 《新元史/卷175》，出自柯劭忞《新元史》